# Saison 22 de Grey's Anatomy
Chronologie
Saison 21
La saison 22 de la série télévisée Grey's Anatomy a sera diffusée à partir du 9 octobre 2025 au sur le réseau américain ABC, avec un total de 18 épisodes.

## Généralités
Le 3 avril 2025, la série est renouvelée pour une vingt-deuxième saison. La diffusion devait initialement débuté à partir du 16 octobre 2025 le jeudi à 22 heure mais commencera finalement le 9 Octobre 2025 le Jeudi à 22 heure.

## Distribution

### Acteurs principaux
- Ellen Pompeo (VF : Céline Mauge) : Dr  Meredith Grey
- Chandra Wilson (VF : Zaïra Benbadis) : Dr Miranda Bailey
- James Pickens Jr. (VF : Thierry Desroses) :  Dr Richard Webber
- Kevin McKidd (VF : Alexis Victor) : Dr Owen Hunt
- Caterina Scorsone (VF : Elisabeth Ventura) : Dr Amélia Shepherd
- Camilla Luddington (VF : Marie-Eugénie Maréchal) : Dr Josephine « Jo » Wilson
- Jason George (VF : Denis Laustriat) : Dr Ben Warren
- Kim Raver (VF : Juliette Degenne) : Dr Teddy Altman
- Chris Carmack (VF : Marc Arnaud) : Dr Atticus « Link » Lincoln
- Anthony Hill (VF : Stanislas Forlani) : Dr Winston Ndugu
- Alexis Floyd (VF : Aurélie Konaté) : Dr Simone Griffith
- Harry Shum Jr (VF : Julien Rampon) : Dr Benson « Blue » Kwan
- Adelaide Kane (VF : Jessica Monceau) : Dr Jules Millin
- Niko Terho (VF : Pascal Nowak) : Dr Lucas Adams

### Acteurs récurrents
- Debbie Allen (VF : Dominique Westberg) : Dr Catherine Fox
- Scott Speedman (VF : Jean-Pierre Michaël) : Dr Nick Marsh
- Jaicy Elliot (VF : Diane Kristanek) : Dr Taryn Helm
- Trevor Jackson[4]

### Invités
- Floriana Lima (VF : Caroline Bourg) : Nora Young[5]

## Épisodes

### Épisode 1: Titre original inconnu
- États-Unis /  Canada : 9 octobre 2025 sur ABC / CTV